# Копнин, Дмитрий Владимирович
Дмитрий Владимирович Копнин (род. 11 февраля 1969 года) - советский и российский игрок в хоккей с мячом.

## Карьера
Воспитанник новосибирского хоккея с мячом. В сезоне 1985/86 помог «Сибсельмашу» выиграть путёвку в высшую лигу. Но после года выступлений команда вылетела в первую лигу. В 1987/88 году «Сибсельмаш» снова возвращается в высшую лигу. В 1988-97 годах играл в составе КХМ «Сибсельмаш» в высшей лиге. Со 123 мячами входит в десятку лучших бомбардиров клуба.

## Достижения
- Чемпион России 1994-95
- Серебряный призёр чемпионата России 1993-94, 1995-96, 1996-97
- Финалист Кубка России 1993-94, 1995-96.
- Финалист Кубка европейских чемпионов 1995
- Чемпион РСФСР 1987-88
- Победитель первой лиги - 1986, 1988.
- Бронза чемпионата мира среди юношей 1985 года
- Серебро чемпионата мира среди молодёжи 1992 года
- Включался в список 22 лучших игроков сезона - 1995